# Munggung (Pulung)
Munggung is een bestuurslaag in het regentschap Ponorogo van de provincie Oost-Java, Indonesië. Munggung telt 3806 inwoners (volkstelling 2010).